# 鮑德 (景泰舉人)
鮑德（15世紀—15世紀），字秉仁、又字德之，南直隸廬州府舒城縣人，明朝政治人物。

## 生平
鮑德是景泰七年（1456年）丙子科應天鄉試舉人，授衡山知縣，改任華容知縣，在兩地任職九年內興學勸農、懲奸理冤，於華容有修繕城池功勞，稱為湖廣第一良吏，陞饒州同知，聲譽與湖廣一樣，很快因痺疾致仕，家產都分給兄弟，不留一錢。

## 引用
1. 1 2  光緒《續修舒城縣志·卷三十四·人物志》：鮑德，字秉仁，景泰丙子舉人，選衡山知縣，調華容，居官九年興學勸農、懲奸理冤，稱湘湖第一良吏，陞饒州同知，政聲亦如在湘時，旋以痺疾致仕，舊產咸與同堂兄弟而已，不名一錢。
2. ↑  乾隆《華容縣志·卷五·官師志》：鮑德，字德之，直隸舒城人，鄉貢，成化初繼李㵝有修城功。
3. ↑  光緒《續修廬州府志·卷三十三·宦績傳一》：鮑德，字秉仁，舒城人，景泰丙子鄉薦，知衡山縣，調華容，治邑九年，興學勸農、懲奸理冤，稱湘湖第一，仕至饒州同知。 《江南通志》